# Splash Candy's Trico Station
Splash Candy's Trico Station（スプラッシュキャンディーズトリコステーション）は、ラジオ関西・音泉・BEWEで放送・配信されていたSplash Candy（スプラッシュキャンディ）とTrico（トリコ）関連のラジオ番組。

## パーソナリティ
- Splash Candy
  - Babee（バビー）
  - Franken（フランケン）

### 配信曜日など
- 放送：2006年1月25日～10月4日（2006年4月7日～9月29日地上波ラジオでも放送された）
- ラジオ関西：毎週金曜日 27:00-27:30／音泉：翌週水曜日更新
- スポンサー(※)：東芝EMI・Trico Project
- 採用されたお便りが面白かったものにはSplash Candyのサイン入りオリジナルステッカー贈呈

(※)2006年7月31日から番組開始前にノンスキップCM（20秒）が導入された

## コーナー
- ふつおた

普通のお便り
- たとえばこんなシチュエーション

『例えばこんなときにあなたはどうする?』というお題を毎回出してリスナーが答えるというコーナー
- 幸せデリバリーTrico～Splash Candy編～

ラジオドラマのコーナー。ここではラジオドラマのことを「オーディオドラマ」と称される。毎週ではない

## ゲスト
- ＃1（2006年2月8日配信分）亀岡真美・阿澄佳奈・井口裕香（Trico Project／亀岡…Masee（マーシー）阿澄…Brodee（ブロディ）井口…Webby（ウェディ））
- ＃23（2006年8月16日配信分）酒井香奈子